# Logoden
Ne doit pas être confondu avec Îles Logoden.
Logoden est un îlot situé dans la rivière d'Étel, en France.

## Localisation
L'îlot Logoden est situé près de la rive occidentale de la rivière d'Étel, à 330 mètres à l'ouest (au 247°) de la Pointe de Mané Hellec. Il ne faut pas le confondre avec les îles Logoden du Golfe du Morbihan.
Administrativement, il fait partie de la commune de Sainte-Hélène.

## Protection
Téviec fait l'objet d'un arrêté préfectoral de protection de biotope (APPB) qui vise la préservation de biotopes variés, indispensables à la survie d’espèces protégées spécifiques, depuis le 21 avril 1983.
L'accostage est généralement interdit du 15 avril au 31 août.

## Description

### Faune
Les sternes observées sont :
- La sterne pierregarin qui nichait en 1977, lorsque la première colonie fut découverte.
- La sterne caugek installée en nombre en 1980, mais qui ne niche pas régulièrement.
- La sterne de Dougall a été parfois observée.

## Les actions
Cet îlot de la ria bénéficie de la même protection que l'îlot Iniz-er-Mour. Un gardiennage et un suivi scientifique est effectué annuellement de mai à juillet sur les populations de sternes qui y nichent. Ce suivi est réalisé par des écovolontaires affiliés à Bretagne Vivante. Ils ont pour but de faire des comptages des individus de la colonie (sternes pierregarin, caugek et naine), puis un comptage des œufs est réalisé début juin par le conservateur et l'écovolontaire. À partir de cette période, le suivi et le gardiennage deviennent obligatoires.
Le gardiennage pour éviter tous dérangements de la colonie et l'échec de la reproduction mais aussi pour faire de la sensibilisation auprès des usagers du site et notamment des kayakistes.
Le suivi pour compter le nombre de poussins éclos et le nombre qui réussissent à s'envoler.
Ces actions peuvent avoir lieu grâce Bretagne Vivante et à l'union européenne qui finance un programme LIFE : le Life Dougall sur la sterne de Dougall, la plus rare des sternes.